# Conflict of Nations: World War 3
Conflict of Nations: World War 3 (auch Supremacy: World War 3) ist ein browserbasiertes, kostenlos spielbares Echtzeit-Strategiespiel, das von den deutschen Entwicklern Bytro Labs in Zusammenarbeit mit Dorado Games entwickelt und von der schwedischen Stillfront Group veröffentlicht wurde. Das Spiel wurde 2016 veröffentlicht und ist für Browser, Steam sowie als App für Android und iOS verfügbar. Nach Supremacy 1914 und Supremacy: Call of War 1942 wird es als dritter Teil der Supremacy-Reihe vermarktet.

## Spielprinzip
In Conflict of Nations übernehmen die Spieler die Kontrolle über eine moderne Nation in einem globalen militärischen Konfliktszenario. Ziel ist es, durch Diplomatie, Technologie, wirtschaftliches Management und militärische Strategie die Vorherrschaft über andere Nationen zu erlangen. Das Spiel läuft in Echtzeit, wobei einzelne Aktionen wie das Bauen von Einheiten oder das Bewegen von Truppen mehrere reale Stunden bis Tage in Anspruch nehmen können.

## Gameplay
Die Karte basiert auf einer realitätsnahen Weltkarte mit bis zu 128 spielbaren Nationen. Zudem gibt es auch Weltkarten mit nur 64 Spielbaren Nationen. Spieler können Allianzen schmieden, Krieg führen, spionieren und den technologischen Fortschritt ihrer Nation steuern. Die verfügbaren Einheiten umfassen Infanterie, Panzer, Flugzeuge, Schiffe und ballistische Raketen, inklusive Nuklearwaffen. Eine Besonderheit ist die langfristige Spielmechanik: Eine Partie kann mehrere Wochen dauern.

## Monetarisierung
Das Spiel folgt dem Free-to-Play-Modell mit optionalen In-Game-Käufen. Spieler können mit der Premium-Währung Gold bestimmte Aktionen beschleunigen oder sich taktische Vorteile verschaffen, etwa durch das schnellere Forschen oder Bauen von Einheiten, sowie spezielle Einheiten freischalten, sogenannte Elite Units. Des Weiteren gibt es ein Abo namens Security Council (auf Deutsch Sicherheitsrat), dieses Abo gibt Zugang zu Elite-Einheiten sowie zu Inaktivitäts-Bonussen.

## Entwicklung und Veröffentlichung
Conflict of Nations wurde von den in Hamburg ansässigen Bytro Labs gemeinsam mit Dorado Games aus Malta entwickelt. Beide Entwicklerstudios gehören zur Stillfront Group, einem schwedischen Publisher, der sich auf langfristige Strategiespiele spezialisiert hat. Die Veröffentlichung erfolgte 2016 zunächst als Webgame, später auch auf mobilen Plattformen.

## Rezeption
Bei Metacritic wird die iOS-Version des Spieles von Benutzern eher durchwachsen mit 4,9 von 10 Punkten bewertet. Auf Steam erreicht das Spiel größtenteils positive Nutzerwertungen. Sean Martin von Pocket Tactics bezeichnet das Spiel als recht beliebt und wertet insgesamt mit 6 von 10 Punkten. MMOReviews vergibt insgesamt 7,5 von 10 Punkten und kritisiert Pay-2-Win im Spiel. Auf Bild.de wurde das Spiel mit 9,3 von 10 Sternen bewertet. Bei Computer Bild wurde es 2025 in einem Ranking der Top 10 Free-to-Play-Browserspiele gelistet. ProSieben Games vergab 3 von 5 Sternen. In einer Anzeige bei SZ.de wird kritisiert, dass der Schwerpunkt auf Forschung liege.